# Anne Zouroudi
Anne Zouroudi (* 1959 in Lincolnshire) ist eine englische Schriftstellerin. 

## Leben
Zouroudi wurde in Lincolnshire geboren, kam aber bereits mit zwei Jahren zusammen mit ihrer Familie nach South Yorkshire. Sie wuchs in der Nähe des Pennine Way auf und absolvierte ihre Schulzeit an der Sheffield High School for Girls. 
Nach ihrem Studium arbeitete sie in der IT-Branche; erst im Financial District von New York (Wall Street), später wechselte sie nach Denver (Colorado) und arbeitete dort für verschiedene Investmentunternehmen. Aus dieser Zeit stammen Zouroudis erste Schreibversuche; meistenteils noch Kurzgeschichten. 
Anlässlich eines Urlaubs auf einer griechischen Insel konnte sich Zouroudi sofort für das Land begeistern. Später heiratete sie einen Griechen und hatte mit ihm einen Sohn. Derzeit (2013) lebt Zouroudi zusammen mit ihrem Sohn in Derbyshire.

## Ehrungen
- 2011 East Midland Book Award für ihren Roman The whispers of Nemesis

## Rezeption
Begeistert von der Landschaft der griechischen Inselwelt, begann Zouroudi diese auch in ihre Kurzgeschichten einzubauen. Die Geschichten um ihren Protagonisten „Hermes Diaktoros“ wuchsen schon bald zu einem Roman-Zyklus, dessen einzelne Bände bei Erscheinen vom Publikum wie auch von Kritikern hochgelobt wurden. 
Neben den Kriminalfällen, die Hermes Diaktoros aufzuklären hat, thematisieren die sieben Bände dieser Reihe jeweils auch eine der sieben Todsünden: „The messenger of Athens“ (Wollust), „The taint of Midas“ (Habgier), „The doctor of Thessaly“ (Neid), „The Lady of sorrows“ (Zorn), „The whispers of Nemesis“ (Hochmut), „The bull of Mithros“ (Faulheit) und „The Feast of Arthemis“ (Völlerei).

## Werke (Auswahl)
- The mysteries of the Greek detective. Bloomsbury, London 2008ff

1. The messenger of Athens. Bloomsbury, London 2008, ISBN 978-0-7475-9771-1.
2. The taint of Midas. Bloomsbury, London 2008, ISBN 978-0-7475-9576-2.
3. The doctor of Thessaly. Bloomsbury, London 2010, ISBN 978-1-408-80109-3.
4. The lady of Sorrows. Bloomsbury, London 2011, ISBN 978-1-408-80985-3.
5. The whispers of Nemesis. Bloomsbury, London 2011, ISBN 978-1-408-81819-0.
6. The bull of Mithros. Bloomsbury, London 2012, ISBN 978-1-408-81938-8.
7. The Feast of Arthemis. Bloomsbury, London 2013, ISBN 978-1-408-83751-1.